# Ключ 135
Ключ 135 (трад. и упр. 舌) — ключ Канси со значением «язык»; один из 29, состоящих из шести штрихов.
В словаре Канси есть 31 символ (из 49 030), которые можно найти c этим радикалом.

## История
Древняя идеограмма изображала язык, высунутый изо рта.
Современный иероглиф используется в значениях: «язычок, вентиль, стержень», «выступ, шип, кончик», «язык, речь».
В качестве ключевого знака иероглиф используется редко.

Вид в Цзягувэнь
Вид в большой печати Чжуаньшу
Вид в малой печати Чжуаньшу

В словарях находится под номером 135.

## Примеры иероглифов
| Доп. штрихи | Иероглифы |
| ----------- | --------- |
| 0           | 舌        |
| 2           | 舍 舎 舏  |
| 4           | 舐        |
| 5           | 舑        |
| 6           | 舒        |
| 8           | 舓 舔 舕  |
| 9           | 舖 舗     |
| 10          | 舘        |
| 12          | 舙        |
| 13          | 舚        |

- Примечание: Ваш браузер может отображать иероглифы неправильно.